# 赤井忠泰
赤井 忠泰（あかい ただやす）は、安土桃山時代から江戸時代前期にかけての武将・旗本。

## 略歴
天正10年（1582年）に赤井忠家の子として生まれる。
慶長3年（1598年）に徳川家康の小姓となり、慶長5年（1600年）、関ヶ原の戦いに従軍する。慶長7年（1602年）、大和国山辺郡で1,000石を賜る。慶長10年（1605年）に父が没すると家督を継いで、その遺領を継ぎ、忠泰の元の領地は弟・公雄へと引き継がれた。
慶長19年（1614年）および慶長20年（1615年）の二度の大坂の役に参陣し、元和2年（1616年）、大和十市郡において2,000石を領する。元和3年（1617年）、大坂の陣で荒廃した四天王寺の普請奉行に片桐貞隆と共に任ぜられ、元和4年（1618年）9月に竣工し、元和9年（1623年）9月に落慶した。寛永11年（1634年）7月の徳川家光の上洛に随行する。
明暦元年（1655年）5月12日、死去した。享年74。

## 系譜
- 父：赤井忠家（1549-1605）[2]
- 母：成吉新左衛門娘[1]
- 室：三好丹後守娘[3]
- 生母不明の子女
  - 長男：赤井恒宅（つねいえ）[3]
  - 女子：足立久基室[要出典]
  - 四男：赤井忠正[4]
  - 女子：三好直重室、のち小幡重昌室[4]
  - 女子：鎮目小左衛門室[4]
  - 女子：初鹿野昌次室[4]
  - 女子：丹羽長吉室[4]